# カンダラクシャ湾

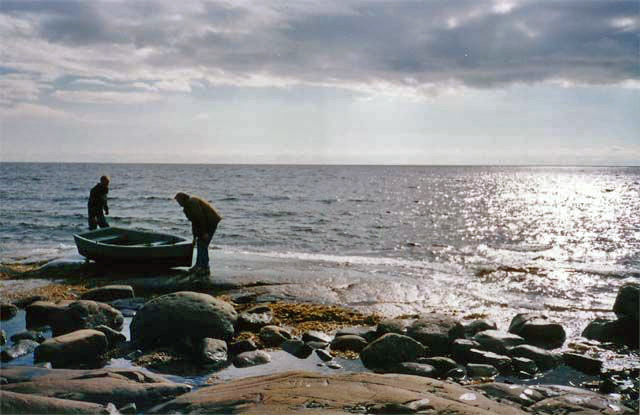
カンダラクシャ湾

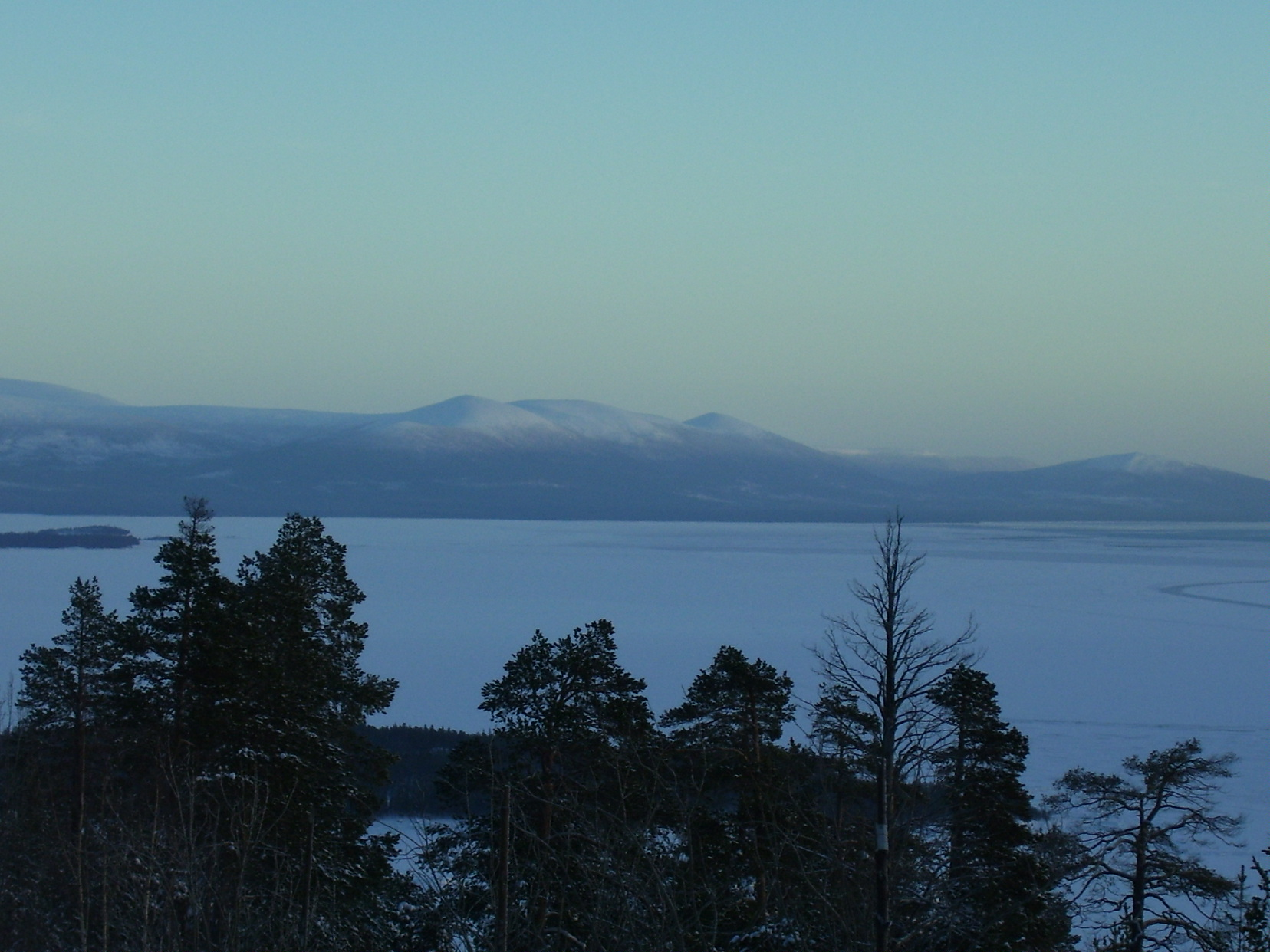
カンダラクシャ湾

カンダラクシャ湾（カンダラクシャわん、ロシア語: Кандалакшский залив、スコルト・サーミ語: Käddluhtt、フィンランド語: Kantalahti）は、ロシア北西部のカレリア共和国とムルマンスク州にある湾。白海の北西部にあたり、南西のオネガ湾、南のドヴィナ湾、南東のメゼニ湾と並ぶこの海の四大湾のひとつである。
北にコラ半島が位置する。湾の北端にカンダラクシャ市があり、その10kmほど南には新しい石油積み出し港であるヴィティノがある。
湾の海岸線や湾内の島嶼はカンダラクシャ自然保護区に指定されており、1976年にラムサール条約登録地となった。